# Novella of Uriel
Novella of Uriel è il secondo album in studio del gruppo musicale statunitense Blood Has Been Shed, pubblicato nel 2001.

## Tracce
1. Wetwork - 4:13
2. Benediction - 3:00
3. And a Seraphim Cries - 4:13
4. En Sabah Nur - 1:45
5. Intervention - 3:18
6. Faded Pictures Faded Memories - 3:30
7. Signs and Omens - 3:03
8. ... And Her Name Was Entragian - 2:07
9. Of Sand and Sulfur - 2:34
10. Candlelight Vigil - 1:28
11. Metamorph - 3:17